# Mayumana

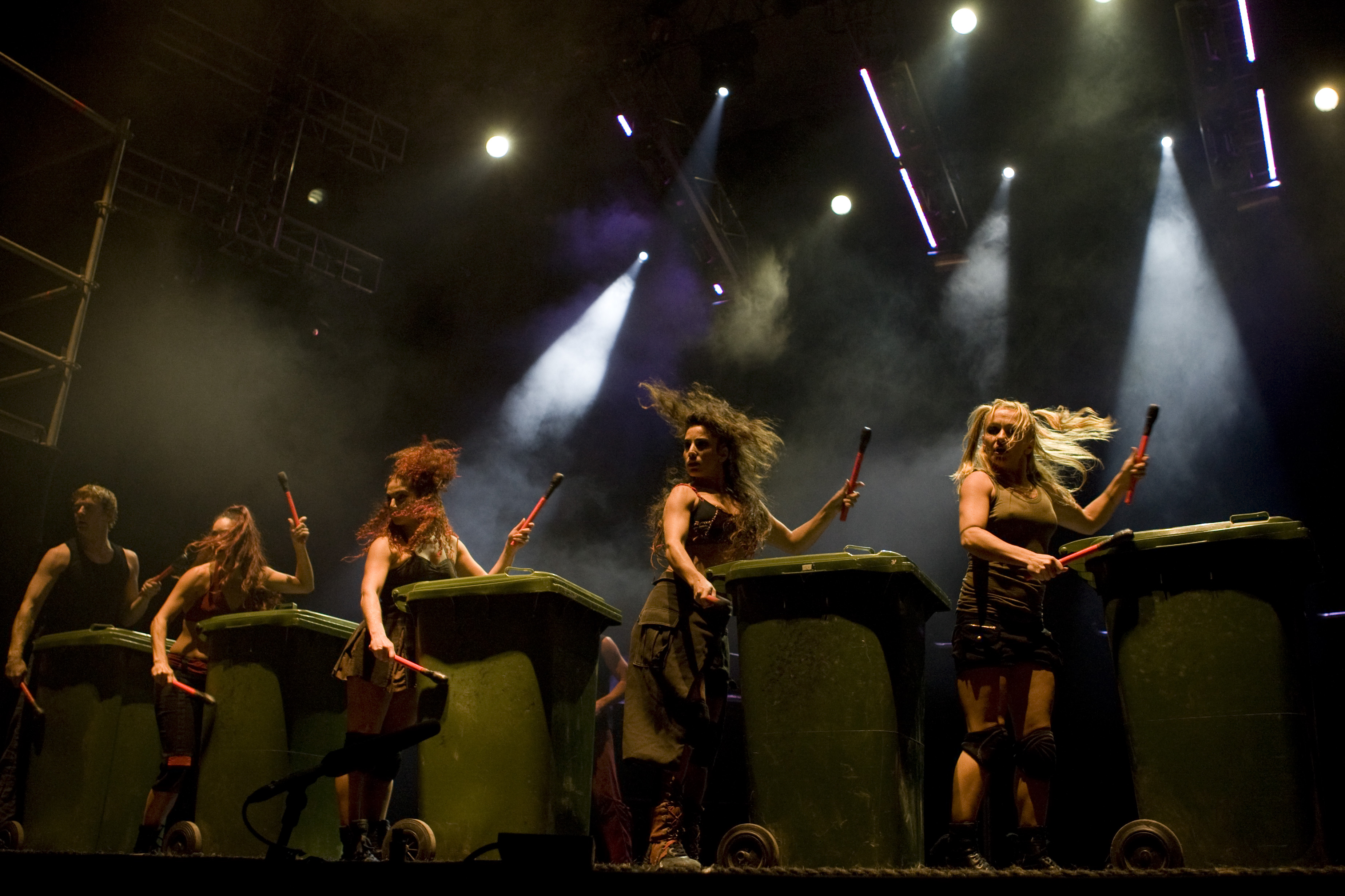
Mayumana in Barcelona

Mayumana is een dans- en percussiegroep uit Israël. De groep werd in 1997 opgericht door Eylon Nuphar, Boaz Berman en regisseur Roy Ofer in Tel Aviv.

## Geschiedenis
In 1996 kwamen Eylon Nuphar en Boaz Berman op het idee om een groep te formeren die muziek, dans en ritmes combineerde. Zes maanden nadat ze een groep hadden geformeerd met nog zeven anderen en een samenwerking startten met producer Roy Ofer, ging in 1997 hun show in première in Tel Aviv. Hun grote doorbraak kwam in 1998, toen ze wereldbekendheid kregen door hun optreden op het Israël Festival. Ook traden ze op in een reclamespotje van Coca-Cola. In totaal bezochten meer dan 4,5 miljoen mensen wereldwijd hun show.

## Varia
- "Mayumana" is afgeleid van het Hebreeuwse woord voor vaardigheid.
- In Jaffa werd een eigen theater, The Mayumana House, geopend.